# دیو بولتوش
دیو بولتوش (آلمانی: Dave Bulthuis؛ زادهٔ ۲۸ ژوئن ۱۹۹۰) بازیکن فوتبال اهل هلند است.از باشگاه‌هایی که در آن بازی کرده‌است می‌توان به باشگاه فوتبال اوترخت و باشگاه فوتبال نورنبرگ اشاره کرد.